# Howie Hoffman
Howard Albert Hoffman, detto Howie (Bridgeport, 4 dicembre 1921 – Danville, 22 ottobre 1996), è stato un cestista statunitense, professionista nella NBL.

## Carriera
Giocò per due stagioni nella NBL, disputando complessivamente 23 partite con 5,1 punti di media.